# مارگوت گلوکسشبر
مارگوت گلوکسشبر (انگلیسی: Margot Glockshuber؛ زادهٔ ۲۶ ژوئن ۱۹۴۹) اسکیت‌باز نمایشی اهل آلمان است.